# شهرستان لینگتای
شهرستان لینگتای (به لاتین: Lingtai County) یک منطقهٔ مسکونی در چین است که در پینگلیانگ واقع شده‌است.